# Kolga-Jaani
Kolga-Jaani è un ex comune dell'Estonia situato nella contea di Viljandimaa, nell'Estonia meridionale; il centro amministrativo era l'omonimo borgo (in estone alevik).
Il 24 ottobre 2017 è stato accorpato, insieme a Tarvastu, nel comune rurale di Viljandi.

## Località
Oltre al capoluogo, il centro abitato comprende 15 località (in estone küla).
Eesnurga - Järtsaare - Kaavere - Lalsi - Lätkalu - Leie - Meleski - Oiu - Otiküla - Odiste - Oorgu - Parika - Taganurga - Vaibla - Vissuvere